# 流れる雲
『流れる雲』（ながれるくも）は、1965年と1968年に放送されたテレビドラマである。原作は源氏鶏太の小説。

## 1965年版
1965年10月4日から同年12月30日までフジテレビ系列局で放送。放送時間は毎週月曜 - 金曜 21:45 - 22:00 （JST）。
社長の御曹司と結婚するも、やがて離婚するヒロインのその後の愛の曲折を中心とした人間模様を描く。

### 出演者
- 田島和子
- 金内吉男
- 寺島誠
- 臼井正明
- 田代美代子
- 露口茂
- ほか

### スタッフ
- 原作：源氏鶏太
- 主な脚本：高橋治
- 主な演出：福中八郎
- 制作：フジテレビ

## 1968年版
1968年3月14日から同年5月2日までNET（現・テレビ朝日）系列の『ナショナルゴールデン劇場』で放送。全8回。放送時間は木曜 22:00 - 23:00 （日本標準時）。

### 出演者
- 浅丘ルリ子
- 関口宏
- 山口崇
- 川地民夫
- 城野ゆき
- 石山健二郎
- 土屋嘉男
- 高田稔
- 岩本多代
- 水戸光子

### スタッフ
- 原作：源氏鶏太
- 企画：逸見稔
- 主な脚本：窪田篤人
- 主な演出：山内和郎
- 制作：NET